# Guertoufa
Guertoufa, est une commune de la wilaya de Tiaret en Algérie, située à quelques km de la ville de Tiaret.

## Histoire
Le « col de Guertouphah » est évoqué dans le roman de Jean de Montlaur,  Ben-i’-kelb (Fils de chien) écrit en 1911.